# Бойниця (община)
Бойниця (болг. Община Бойница) — община у Болгарії. Входить до складу Видинської області. Населення становить 1 126 осіб (станом на 2015 р.). Адміністративний центр громади — однойменне село.